# Țarevo
Țarevo (în bulgară Царево) este un oraș în Obștina Țarevo, Regiunea Burgas, Bulgaria.

## Demografie
Componența etnică a orașului Țarevo
     Bulgari (66,62%)
     Romi (5,43%)
     Nicio identificare (27,04%)
     Altele (1,1%)
La recensământul din 2011, populația orașului Țarevo era de 6.071 locuitori. Din punct de vedere etnic, majoritatea locuitorilor (66,62%) erau bulgari, cu o minoritate de romi (5,43%). Pentru 27,04% din locuitori nu este cunoscută apartenența etnică.